# Граничні умови Діріхле
Межові умови Діріхле або межові умови першого роду — межові умови звичайного диференційного рівняння або диференційного рівняння в часткових похідних, в яких на межі визначається значення невідомої функції.
У випадку рівняння в часткових похідних межові умови можуть задаватися на якомусь контурі або поверхні, а тому можуть бути функцією, визначеному на цьому контурі чи поверхні.
Названі на честь Діріхле.

## Приклад

### ЗДР
Для звичайного диференціального рівняння, наприклад:
{\displaystyle y''+y=0~}
межові умови Діріхле на проміжку {\displaystyle [a,\,b]} набувають вигляду:
{\displaystyle y(a)=\alpha \ {\text{and}}\ y(b)=\beta }
де {\displaystyle \alpha } and {\displaystyle \beta } — задані числа.

### ЧДР
Для диференціальних рівнянь із частинними похідними, наприклад:
{\displaystyle \nabla ^{2}y+y=0}
де {\displaystyle \nabla ^{2}} позначає оператор Лапласа, межові умови Діріхле для області {\displaystyle \Omega \subset \mathbb {R} ^{n}} набувають вигляду:
{\displaystyle y(x)=f(x)\quad \forall x\in \partial \Omega }
де f є відомою функцією визначеною на межі {\displaystyle \partial \Omega }.

## Дивись також
- Граничні умови Неймана
- Граничні умови Робена